# 小行星6403
小行星6403（英語：6403 Steverin）是一颗围绕太阳公转的小行星。1991年7月8日，埃莉諾·赫琳在帕洛马山发现了此天体。
这颗小行星的绝对星等为63.67287等。